# Devin Setoguchi
Devin Setoguchi (* 1. Januar 1987 in Taber, Alberta) ist ein ehemaliger kanadischer Eishockeyspieler, der im Verlauf seiner aktiven Karriere zwischen 2004 und 2018 unter anderem 569 Spiele für die San Jose Sharks, Minnesota Wild, Winnipeg Jets, Calgary Flames und Los Angeles Kings in der National Hockey League (NHL) auf der Position des rechten Flügelstürmers bestritten hat. Darüber hinaus war Setoguchi auch für den HC Davos in der Schweizer National League A (NLA) und die Adler Mannheim aus der Deutschen Eishockey Liga (DEL) aktiv.

## Karriere

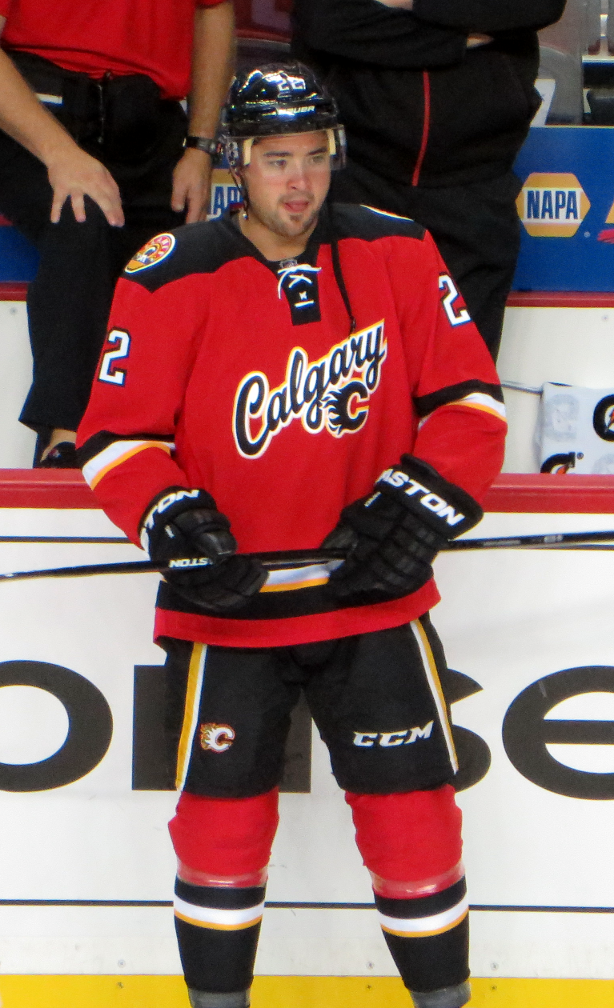
Setoguchi im Trikot der Calgary Flames (2014)

Setoguchi spielte zunächst in der Saison 2002/03 in der Alberta Junior Hockey League bei den Crowsnest Pass Timberwolves. Nach der Saison wechselte er zu den Saskatoon Blades in die Western Hockey League. Dort spielte er insgesamt drei Spielzeiten und nahm in dieser Zeit mit der kanadischen Nationalmannschaft an der U18-Junioren-Weltmeisterschaft 2005 teil. Dabei gewann er die Silbermedaille. Zudem wurde er im Sommer von den San Jose Sharks im NHL Entry Draft in der ersten Runde an achter Stelle ausgewählt. Zur Saison 2006/07 wechselte er innerhalb der WHL zu den Prince George Cougars, wo er mit Ty Wishart, einem weiteren Erstrunden-Pick der Sharks, zusammenspielte.
Nachdem er im Trainingscamp der San Jose Sharks im Herbst 2007 die Teamleitung mit seinen Leistungen überzeugen konnte, unter anderem führte er die gesamte Liga in den Vorbereitungsspielen nach Powerplaytoren und Torschüssen an, schaffte er zum Start der NHL-Saison den Sprung in den Kader San Joses. Aufgrund einer Fußverletzung, die ihn zunächst außer Gefecht setzte, bestritt er vorerst kein NHL-Spiel, sondern wurde ins Farmteam zu den Worcester Sharks aus der American Hockey League geschickt. Bei seinem NHL-Debüt am 29. Oktober 2007 erzielte Setoguchi als erster Spieler in der Franchise-Geschichte der San Jose Sharks zwei Treffer in seiner ersten Partie, darunter sowohl den zwischenzeitlichen Ausgleich als auch den spielentscheidenden Siegtreffer. Da Setoguchis Leistungen jedoch sehr stark schwankten, pendelte er in seiner Rookiesaison immer wieder zwischen dem Farmteam-Kader in der AHL und dem NHL-Kader. Zur Saison 2008/09 erkämpfte er sich unter dem neuen Trainer der San Jose Sharks, Todd McLellan, schließlich einen Stammplatz. Im deutlich offensiveren Spielsystems McLellans gegenüber dem Vorgänger Ron Wilson fügte sich der Kanadier gut ein und erzielte in den ersten 17 Saisonspielen ebenso viele Punkte wie in den 44 bestrittenen Partien der Vorsaison.
Am 24. Juni 2011 gaben ihn die Sharks gemeinsam mit Charlie Coyle und einem Erstrunden-Wahlrecht im NHL Entry Draft 2011 im Austausch für Brent Burns und einem Zweitrunden-Wahlrecht im NHL Entry Draft 2012 an die Minnesota Wild ab. Tags zuvor hatten die Sharks den Vertrag Setoguchis erst um drei Jahre verlängert. Im Juli 2013 wurde er im Austausch für ein Zweitrunden-Wahlrecht im NHL Entry Draft 2014 zu den Winnipeg Jets transferiert. In Winnipeg blieb Setoguchi ebenfalls nur eine Saison, ehe er im August 2014 einen Einjahresvertrag bei den Calgary Flames unterschrieb. Für die Flames absolvierte der Kanadier nur 12 NHL-Spiele sowie 19 Einsätze in der AHL bei den Adirondack Flames, ehe sein auslaufender Vertrag nicht verlängert wurde.
Im August 2015 nahmen ihn die Toronto Maple Leafs im Rahmen eines Probevertrags (professional tryout contract) in die Saisonvorbereitung auf, entließen ihn jedoch wenige Wochen später. Im Anschluss wechselte der Angreifer erstmals nach Europa, wo er einen Jahresvertrag beim HC Davos aus der Schweizer National League A unterzeichnete. Nach dieser Spielzeit kehrte er nach Nordamerika zurück und unterzeichnete im Oktober 2016 nach einem erfolgreichen Probetraining einen Einjahresvertrag bei den Los Angeles Kings. Dort stand er bis Februar 2017 im Kader, ehe er über den Waiver an das Farmteam, die Ontario Reign, in die AHL abgegeben wurde. Im April 2017 verpflichteten die Adler Mannheim Setoguchi für zwei Jahre, nach der Saison 2017/18 wurde der Vertrag vorzeitig aufgelöst und der 31-Jährige beendete in der Folge seine aktive Karriere.

## Erfolge und Auszeichnungen
- 2005 Teilnahme am CHL Top Prospects Game
- 2006 WHL East Second All-Star-Team
- 2009 Teilnahme am NHL YoungStars Game

### International
- 2004 Silbermedaille bei der World U-17 Hockey Challenge
- 2005 Silbermedaille bei der U18-Junioren-Weltmeisterschaft

## Karrierestatistik

### International
Vertrat Kanada bei:
- World U-17 Hockey Challenge 2004
- U18-Junioren-Weltmeisterschaft 2005

(Legende zur Spielerstatistik: Sp oder GP = absolvierte Spiele; T oder G = erzielte Tore; V oder A = erzielte Assists; Pkt oder Pts = erzielte Scorerpunkte; SM oder PIM = erhaltene Strafminuten; +/− = Plus/Minus-Bilanz; PP = erzielte Überzahltore; SH = erzielte Unterzahltore; GW = erzielte Siegtore; 1 Play-downs/Relegation; Kursiv: Statistik nicht vollständig)